# Michał Pieszko
Michał Marian Pieszko (ur. 29 czerwca 1890 we Lwowie, zm. 29 grudnia 1969 w Zamościu) – polski nauczyciel, historyk.

## Życiorys
Urodził się 29 czerwca 1890 we Lwowie w rodzinie robotniczej jako syn Michała (szewc, woźny w C. K. Dyrekcji Skarbu w Sanoku) i Wiktorii (1863–1931) z domu Witek. Rodzina zamieszkiwała przy ul. Rylskich (obecna ulica Juliusza Słowackiego w Sanoku). Kształcił się w Sanoku, gdzie ukończył szkołę powszechną, a w 1910 zdał egzamin dojrzałości w C. K. Gimnazjum Męskim (w jego klasie byli m.in. Wacław Brzozowski, Zdzisław Lewicki). Od 1910 studiował na Wydziale Filozoficznym Uniwersytetu Lwowskiego. Uzyskał tytuł magistra historii oraz geografii na przełomie 1916/1917. Od 1915 do 1917 był asystentem w Katedrze Historii Powszechnej na macierzystej uczelni. W 1917 uzyskał prawo do nauczania historii i geografii.
Od 1 września 1917 był nauczycielem Państwowego Gimnazjum Męskiego im. Hetmana Jana Zamojskiego w Zamościu, gdzie uczył historii, geografii, przyrody, języka niemieckiego i był zawiadowcą biblioteki oraz w tamtejszym Państwowym Gimnazjum Nauczycielskim Żeńskim, gdzie uczył historii i geografii. W zamojskim gimnazjum w 1917 został komendantem założonej wówczas drużyny harcerskiej, od 1917 do 1919 był w Straży Kresowej. Latem 1920 kierował zamojskimi harcerzami w trakcie wojny polsko-bolszewickiej. Od 1927 do 1928 był komendantem drużyny gimnazjalnej Obrony Przeciwlotniczej. Był członkiem i działaczem Towarzystwa Nauczycieli Szkół Średnich i Wyższych, Polskiej Macierzy Szkolnej, współzałożycielem koła Polskiego Towarzystwa Tatrzańskiego, później Polskiego Towarzystwa Turystyczno-Krajoznawczego w Zamościu, członkiem zarządu Ligi Morskiej i Kolonialnej. Był członkiem tamtejszej komisji konserwatorskiej, inicjatorem badań historycznych w mieście, autorem publikacji dotyczących historii Zamościa. Publikował prace własne drukowane oraz współpracował z czasopismami „Kronika Powiatu Zamojskiego”, „Ziemia Zamojska”, „Słowo Zamojskie”, „Teka Zamojska”.
Podczas II wojny światowej w trakcie okupacji niemieckiej został przesiedlony w rejon Warszawy, gdzie prowadził tajne nauczanie. Po wojnie do 1966 pozostawał nauczycielem w przemianowanym Liceum Ogólnokształcącym im. Hetmana Jana Zamoyskiego w Zamościu, w tym od 1954 do 1958 był zastępcą dyrektora szkoły. Był bibliofilem, zebrał ok. 3000 woluminów. Z racji swojego wykształcenia zajmował się też badaniami geograficznymi i geologicznymi.
Jego żoną od 1939 była Aurelia z domu Piętka (1899–1961), także nauczycielka.
Zmarł 29 grudnia 1969. Pochowany wraz z matką i żoną na Cmentarzu Parafialnym przy ul. Peowiaków w Zamościu.

## Publikacje
- Jan Kochanowski i Jan Zamojski[5]
- Zamość w znaku rycerskim (1927)[5][8]
- Zjazd naukowy im. Szymonowicza w Zamościu[5]
- Z historii architektonicznych wędrówek po Zamościu (1930)[5][7]
- Zamość w dobie wojny narodowej 1830–1831 (1930)
- Zamość w roku 1809. Rys historyczny (1931)[5][8]
- Przewodnik po Zamościu i okolicy (1934)[5][17]

## Ordery i odznaczenia
- Krzyż Kawalerski Orderu Odrodzenia Polski (1966)[6][7]
- Złoty Krzyż Zasługi (1956)[7]
- Srebrny Krzyż Zasługi (9 listopada 1931)[20]
- Srebrny Wawrzyn Akademicki (5 listopada 1935)[21]
- Złota Honorowa Odznaka PTKK (1956)[6][7]
- Buława harcerska dla 1. Harcerza Zamościa (1948)[7]
- Tytuł „Marszałka” za dokonane odkrycie geologiczne[8]

## Upamiętnienie
W 1992 imieniem Michała Pieszki została nazwana ulica w Zamościu.